# 2021년 볼더 총기 난사 사건
2021년 3월 22일 미국 콜로라도주 볼더에 있는 킹 수퍼스 슈퍼마켓에서 총기 난사 사건이 발생하였다. 현지 근무 경찰관을 포함하여 10명이 사망했으며, 다른 경찰관들도 다수 부상을 입었다. 용의자인 아흐마드 알 알리위 알이사는 경찰관으로부터 다리에 부상을 입고 볼더 커뮤니티 헬스 풋힐스 병원으로 이송되었으며, 이후 볼더 카운티 감옥으로 이송되었다.

## 같이 보기
- 2022년 버펄로 총기 난사 사건